# 宇多田照實
宇多田 照實（うただ てるざね、1948年7月21日 - ）は、日本の音楽プロデューサー。U3 Music（有限会社ユースリー・ミュージック）代表取締役。山口県山口市出身。

## 人物・来歴
山口県徳地町（現山口市）出身。ベトナム戦争に参加した経験を持つ。16歳で渡米した事もあり英語が堪能である。ドラム、ギターなど演奏出来るマルチミュージシャンである。ただしこれらの経歴はあくまで自称であり、妻であった演歌歌手の藤圭子のマネージャーとして業界入りする以前の素性は明らかではない。藤とは何度も離婚と再婚（復縁）を繰り返しており、中には離婚してから2週間後に再婚したこともあった。第18代内閣総理大臣寺内正毅は照實の伯叔祖父。子は歌手の宇多田ヒカル。
プロデューサーや作家の名義によっては、Sking U、宇多田 Sking 照實、宇多田 Skingg 照實などの名前を用いることもある。かつては楽曲提供もしていたが、現在はプロデュース業に専念している。ヒカルの音楽のプロデュースに積極的に参加している。しかし、ヒカルが単独名義（Cubic U名義でU3からソロ・デビュー、宇多田ヒカル名義で正式デビュー以後）で発表した作品には楽曲提供で参加したことはない。現在メディアへの露出は少ない。ヒカルの公式ウェブサイト「Hikki's WEBSITE」内のStaff Diaryで度々コメントを寄せることがあったが、2010年9月からはTwitter（@u3music）を開始。以後はヒカルのファンとの交流を頻繁にしている。
ヒカルの所属レコード会社・東芝EMIがかつて推進していたコピーコントロールCD（CCCD。その後セキュアCDに移行も2006年、CCCDから事実上撤退）に疑問を持ち続け、彼女の作品のCCCD化を一貫して拒絶して来た。
2002年5月6日、「笑っていいとも!」のテレフォンショッキングにヒカルが出演する予定であったが、本人の卵巣腫瘍（良性）が発覚。当日は術後療養中のため出演できず、急遽、ヒカルの代わりに出演した。

## 不祥事
2010年4月19日の午前3時ごろ、首都高速環状線外回り制限速度50km/hの道路において、133km/hで走行。83km/hオーバーの道路交通法違反罪で逮捕、在宅起訴。同年9月22日、東京地方裁判所にて懲役3月執行猶予2年の判決を受ける。

## 楽曲提供

### 作詞のみ

#### 久石譲
| タイトル                  | 作曲   | 初めて発表 された年 | 収録アルバム （主にオリジナルアルバム） |
| ------------------------- | ------ | ------------------- | --------------------------------------- |
| THE WINTER REQUIEM        | 久石譲 | 1986年              | CURVED MUSIC                            |
| A RAINBOW IN CURVED MUSIC | 久石譲 | 1986年              | CURVED MUSIC                            |
| MEET ME TONIGHT           | 久石譲 | 1989年              | PRETENDER                               |
| TRUE SOMEBODY             | 久石譲 | 1989年              | PRETENDER                               |
| WONDER CITY               | 久石譲 | 1989年              | PRETENDER                               |
| ALL DAY PRETENDER         | 久石譲 | 1989年              | PRETENDER                               |

#### J-WALK（現:THE JAYWALK）
| タイトル                  | 作曲     | 初めて発表 された年 | 収録アルバム (主にオリジナルアルバム) |
| ------------------------- | -------- | ------------------- | ------------------------------------- |
| YOU MAKE ME FEEL SO ALIVE | 和泉常寛 | 1987年              | 終わりのない夏                        |
| BELIEVE ME                | 和泉常寛 | 1987年              | 終わりのない夏                        |

### 作曲のみ

#### U3
| タイトル                 | 作詞  | 初めて発表 された年 | 収録アルバム (主にオリジナルアルバム) |
| ------------------------ | ----- | ------------------- | ------------------------------------- |
| STAR                     | RA U. | 1993年              | STAR                                  |
| 生きることを教えてくれた | RA U. | 1993年              | STAR                                  |

2曲ともに作曲はRA U. & SKING U.で、RA U.との共作。

#### 藤圭子
| タイトル     | 作詞  | 初めて発表 された年 | 収録アルバム (主にオリジナルアルバム) |
| ------------ | ----- | ------------------- | ------------------------------------- |
| 酒に酔うほど | Ra U. | 1994年              | 酒に酔うほど（シングル）              |
| 男と女       | Ra U. | 1997年              | 男と女（シングル）                    |
| 抱いて…      | Ra U. | 1997年              | 男と女（シングル）                    |

3曲ともにSking.U名義でRa U.との共作。

### 作詞・作曲

#### U3
| タイトル                 | 初めて発表 された年 | 収録アルバム (主にオリジナルアルバム) |
| ------------------------ | ------------------- | ------------------------------------- |
| 生まれた時からI LOVE YOU | 1993年              | STAR                                  |
| ニューヨーク・セレナーデ | 1993年              | STAR                                  |

2曲ともにSKING U.名義で、作詞・作曲ともにRA U.との共作。

#### 藤圭子 withcubic U
| タイトル                | 初めて発表 された年 | 収録アルバム (主にオリジナルアルバム) |
| ----------------------- | ------------------- | ------------------------------------- |
| 冷たい月 〜泣かないで〜 | 1996年              | 冷たい月 〜泣かないで〜（シングル）   |
| ゴールデン・エラ        | 1996年              | 冷たい月 〜泣かないで〜（シングル）   |

2曲ともにSking.U名義で、作詞・作曲ともにRa U.との共作。